# Caloctenus
Caloctenus is een geslacht van spinnen uit de  familie van de Ctenidae (kamspinnen).

## Soorten
- Caloctenus abyssinicus Strand, 1917
- Caloctenus aculeatus Keyserling, 1877
- Caloctenus carbonera Silva, 2004
- Caloctenus gracilitarsis Simon, 1897
- Caloctenus oxapampa Silva, 2004